# バイオハザード (ゲーム)
『バイオハザード』（BIO HAZARD, 日本国外ではResident Evil）は1996年発売のカプコン製作による日本のホラーアクションアドベンチャーゲームである。アメリカ合衆国中西部における架空の地方都市ラクーンシティの郊外に位置する洋館を舞台に、猟奇的殺人事件の調査にあたる特殊作戦部隊S.T.A.R.S.を描く。のちに続く『バイオハザード』シリーズの1作目。
PlayStation専用タイトルとして製作・発売。その後、様々なプラットフォームの移植版が発売。また、リメイク作品やそのリマスターなども発売された。
本項では同作品の移植作、リメイク作品も合わせて解説する。

## 概要

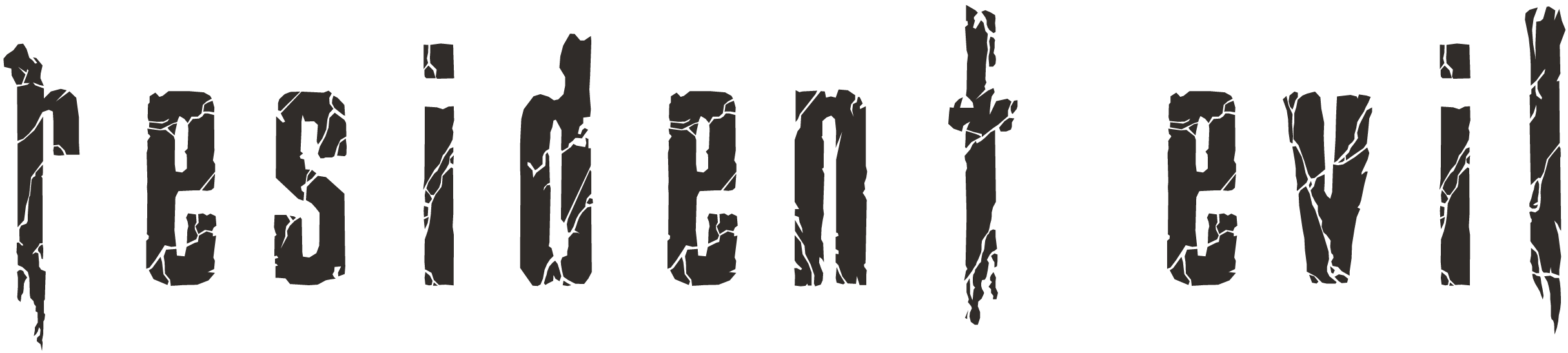
バイオハザード リマスターの海外ロゴ。

タイトルの「BIO HAZARD」には「生物災害」という意味があり（バイオハザードの項も参照）、それを筋としストーリーが展開されている。日本国外のタイトルである「Resident Evil」は、「内に潜む悪（害悪）」という意味をもつ。
山中に佇む謎の洋館に迷い込んだアメリカの特殊部隊隊員たちと、館に潜む怪物たちとの戦いを描いている。
ディレクターの三上真司の当時の上司が「過去にカプコンで発売されたホラーRPG『スウィートホーム』のエッセンスを活かした新しいゲームを作りたい」という志向でゲームの制作を持ち掛けたことに端を発しており、「たくさん売れなくても一見の価値ありのゲームにしたい。プレイステーションで15万本、セガサターンで15万本、計30万本売れればいい」という言葉を受け、三上をディレクターとして、「恐怖」をテーマとしたホラーゲームの企画が立ち上がった。スタッフは新人が中心であったが、会社の主力であるストリートファイターの開発チームから移った竹内潤は「メインストリームから外れたな」と思ったという。
三上の指揮の元「恐怖の追求」を目標に試行錯誤が重ねられていき、「3Dの立体空間の中でキャラクターを動かし、襲い来るモンスターを倒しつつ謎を解いて進んでいく」という、当時の家庭用ゲームとしては珍しい作品となった。
当時の家庭用ゲーム機としては前例のない斬新なゲーム性や難易度の高さ、マニアックさなどの要因で発売当初は売れ行きは芳しくなかったが、購入したユーザーの口コミにより徐々に好評価が広まり、これまでにない面白さをもったゲームとして最終的に大ヒットに繋がった。
本作の大ヒットにより、バイオハザードシリーズとしてシリーズ化され、ホラーゲームが多数発売されるきっかけとなった。また、当時のゲーム次世代機戦争においてPlayStationの優位に大きく貢献した。後年には他プラットフォームへの移植、リメイク作品も多数発売している。

## ストーリー
1998年夏、アメリカ中西部の地方都市ラクーンシティの郊外で、孤立した民家が10人前後のグループに襲われ、深夜に住民の全員が食い殺されるという猟奇的殺人事件が発生した。その異常性にも反して犯人は特定されず捜査は難航。その後も犠牲者が続出したことで、事態を重く見たラクーン市警は特殊作戦部隊S.T.A.R.S.（スターズ）に出動を要請する。7月23日の夜、同部隊のブラヴォーチームが街郊外のアークレイ山地にヘリで捜査に向かったが、その後通信が途絶え、チームは行方不明となってしまう。
翌日24日の夜、主人公クリス、ジルの二人が所属するアルファチームがブラヴォーチーム捜索のため現場へと向かい、墜落したヘリとパイロットの遺体を発見。直後、皮膚の至る所が腐り落ちた、異様な姿の野犬の群れに襲われてしまう。その黒い獣は、敏捷なうえに銃弾が効かず、血の臭いを嗅ぎつけるのか、数を次々と増やしてくる。この時アルファチームも隊員の一人ジョセフ・フロストが死亡、もう一人が行方不明となり、ヘリで待機していた隊員ブラッド・ヴィッカーズは恐れをなして、仲間を置いたままヘリで飛び去ってしまった。残された隊員たちは森の中を逃げ回るうち、一軒の古びた洋館を発見してどうにか逃げ延びることができた。
しかしほっとする間もなく、一発の銃声が玄関ホールに届く。主人公が銃声のした方角の部屋へ向かうと、そこには森の中の野犬と同じく、全身が腐り果てた、どう見ても死んでいるはずなのに動く人間――ゾンビと、それに食い殺されたブラヴォーチームの隊員のケネスの遺体があった。あまりにも異様な状況に、主人公は隊長のウェスカーに報告しようとするが、玄関ホールを確保していたはずのウェスカーたちは忽然と姿を消していた。腐った野犬の群れに囲まれているため玄関から外には出られず、残された主人公は他の仲間と脱出手段を見つけ出すため、館の中を調査することになる。
洋館の中は至る所にゾンビが徘徊しており、先に逃げ込んでいたブラヴォーチームの隊員達が餌食となっていた。また、迷路のように入り組んだ構造で、扉はいくつもの鍵で閉ざされ、様々な仕掛けが行く手を阻む狂気の館であった。
残されていたファイルから、この異常事態が、ここで秘密裏に研究されていたウイルスが漏出したことで引き起こされた「バイオハザード」であったこと、先ほど目撃したゾンビがウィルスに感染した人間の成れの果てであったという驚愕の事実が判明する。
捜査が進むにつれ、ゾンビのみならずウイルスに感染したことで異様に巨大化・狂暴化した自然界の生物までもが襲い掛かってくるようになった。洋館裏手の寄宿舎をひと通り捜査し終えた時点で、主人公はようやくウェスカーと再会。洋館の中でまだ調べていない施錠されたエリアの捜査を命じられる。
洋館へ戻ると、そこにはゾンビに加えて、ゴリラと爬虫類が融合したような、明らかに自然界には存在しない怪物ハンターが徘徊していた。新たに発見したファイルから、それが研究されていたウイルス「T-ウイルス」を用いて軍事利用のために開発された生物兵器であり、連続猟奇殺人事件へのS.T.A.R.S.出動が、生物兵器の実戦データを得るために仕組まれていたことが判明。その事実は、かろうじて生き延びていたブラヴォーチームのリーダー、エンリコ・マリーニから裏切者の存在が告げられ、その直後エンリコが目の前で何者かに射殺されたことで疑いのないものとなる。
そして、洋館の地下に隠されていた研究所の最深部で、ウェスカー隊長と対峙する。彼は製薬会社アンブレラがS.T.A.R.S.に送り込んだスパイであり、S.T.A.R.S.をこの無残な事件に巻き込んだ黒幕であった。主人公らを抹殺するため、ウェスカーは最強の生物兵器タイラントを解放するが、暴走したタイラントは逆にウェスカーを手にかけてしまう。
主人公らは死闘の末タイラントを撃破し、先に逃げていたヘリを呼び出して研究所からの脱出に成功。悪夢の夜からの生還を果たした。

## システムの特徴・概要など
プレイヤーは、このS.T.A.R.S.隊員のクリス・レッドフィールドやレベッカ・チェンバース、ジル・バレンタインを操作してゾンビをはじめとした様々な敵に対処しながら、アイテムを駆使して洋館から脱出することを目的としている。
続編『バイオハザード2』以降『6』までは、様々な武器を使ってクリーチャー達を倒す楽しみや、ミニゲームなどのやりこみ要素の充実に重点が置かれているが、本作では純粋な恐怖感の追求が主眼となっている。
別の部屋などへ移動する際、ハード性能の都合からロード時間（移動先エリアデータの読み込み時間）が発生するが、それを扉を開ける、階段を昇降する、などの描写演出でカバーすることで、恐怖感の増幅や緊張感の持続に成功している。
開発当時のCG技術では十分な恐怖を演出できなかったため、オープニングやエンディングなどには外国人俳優の出演する実写ムービーが使用されているが、これらは多摩川の河川敷と都内のスタジオで撮影されたことが後年に明かされている。また、PC版ではオープニングがカラーで収録されている。『バイオハザード2』以降ではCGムービーを使うようになったため、結果的にこれは本作のみの要素となった。
プレイヤーが最初にどの部屋に行ったのか、キャラクターとの会話でどの選択肢を選んだかなど、要所要所の行動や選択によりストーリーが分岐する。それによって、クリス編、ジル編双方で、パートナーキャラクターのサポートが受けられる、逆にパートナーキャラクターが死亡するなどの変化が発生し、難易度が若干左右される。また、脱出・救出できたメンバーの組み合わせによりエンディングも分岐する。
カリフォルニア芸術大学ではデータの可視化による分析により、バイオハザードの地図デザインを「再帰的なロックの解除」として取り上げ、「館とその周辺地域のレイアウトはおそらくバイオハザードデザインの中で最も難しい部分の1つであったが、カプコンのデザイナーによる設計のおかげでゲームは最高のものとなった」と絶賛した。
キャラクター選択画面は、クリスとジルの警察の身分証明書から選ぶといった演出になっている。オリジナル版ではクリスがHARD、ジルがEASYとされている。
ジルはクリスに比べて体力が低いものの、『持てるアイテムが多い』『コルトパイソン(マグナム)並の威力を持つグレネードガン(ランチャー)が序盤で手に入る』『バリーによる救済の恩恵が大きい』の3点が大きく影響し、EASYの表示通り、クリスより難易度が低くなっている。反対にクリスは体力とナイフの攻撃力が高いものの、それ以外は概ねジルより不利で難しくなっている。また、ジル編とクリス編では登場する人物やストーリーにも違いがある。なお、主人公として選択しなかったキャラクターは序盤で行方不明となるが、ラストで救出できる。
クリス編の特徴
- パートナーは新人隊員のレベッカ。最初はおらず、リチャードが倒れている部屋、血清がある部屋のどちらかにいる。どちらを先に行ったかで展開が変わり、後者の方を先に行けばレベッカに指示が出せる。また、シナリオの進み具合によってレベッカが特定の部屋に滞在し、クリスの傷を治療して体力を回復させてくれる。
- 初期装備はコンバットナイフと救急スプレー（リメイク版では救急スプレーは無し）。ベレッタは「ジルが落とした」と少なくとも本人は考えている（後述）ものを後から入手。
- 銃を構えるのが早く、体力が高い。ナイフの攻撃力が高い。
- 持てるアイテムの数は6つ。
- 簡単な鍵は「小さな鍵」を使って解錠する。持てるアイテム数が少ない上に「小さな鍵」でアイテム欄を消費するので、ジルよりもアイテムの運用が難しい。
- クリス専用武器として「火炎放射器」が手に入る。ただし、後半の特定エリア内でしか使用できない上に射程が短いため、使い勝手は良くない。さらにジル編で登場する「グレネードガン（ランチャー）」のような強力な武器が序盤にはないため、武装面ではジルより不利。
- ジルと比べ、敵クリーチャーが多い。
- リメイク版では「ライター」が専用アイテムになる。そのため、死体焼却に必要なアイテム欄が「燃料ボトル」1つ分で済む。
- リメイク版では緊急回避アイテムとして、対象に即死&クリムゾンヘッド化を阻止+（クリス本人含む）周囲にダメージという強力な「閃光手榴弾」を使用できる。

ジル編の特徴
- パートナーはベテラン隊員のバリー。条件を満たせば窮地に陥ったり、特定の場面をバリーが何とかしてくれる(例:自由行動が解禁されてからショットガンがある部屋に直行すればバリーの救出によって部屋の仕掛けを無視してショットガンを入手できる)。
- 初期装備はコンバットナイフ、ベレッタ、救急スプレー（リメイク版では救急スプレーは無し）。
- 銃を構えるのが遅く、体力が低い。ナイフの攻撃力がクリスに比べると低い。
- 持てるアイテムの数は8つ。謎解きのアイテムが多くある本作ではかなり有利。
- 簡単な鍵は「キーピック」を使って解錠する。キーピックは剣の鍵と小さな鍵の役割を果たす。持てるアイテム数が多い上に「キーピック」はアイテム欄を消費しないため、クリスより多くのアイテムを運用できる。
- ジル専用武器として「グレネードガン」(リメイク版では「グレネードランチャー」)が序盤から手に入る。オリジナル版ではコルトパイソン並の威力を持つ上、複数の弾があるため、敵の弱点を突いた攻撃が可能。リメイク版では焼夷弾をゾンビに使用すると、ダメージを与えると共に焼却効果があり、クリムゾン・ヘッド化を防ぐことができる。ただし、グレネード弾以外は手に入る予備弾薬の数はクリス編より少ない。
- クリスと比べ、敵クリーチャーが少ない。
- リメイク版ではクリスと違い「ライター」でもアイテム欄を消費するため、死体焼却に必要なアイテム欄が「ライター」と「燃料ボトル」の2つ分必要。
- リメイク版では緊急回避アイテムとして、大ダメージを与えるスタンガンを使用できる。

## S.T.A.R.S.
ラクーン市警察所属特殊作戦部隊の名称。各分野で活躍する優秀な人材のみで構成されたエリート集団。部隊名は「Special Tactics And Rescue Service」の略で、読みは「スターズ」。特殊作戦（治安維持、人質救出等）を主な任務としている。当初は5マンセル×2班の10名構成を想定されていたが、現在は12名2班で構成されている。また、隊員にはそれぞれ役割を分担する配置が決められており、任務時にはPMおよびBUM（下記参照）が前線に立つことが多いが、他の隊員たちも高い戦闘能力を有している。『2』および『3』のラクーン市警察のオフィスには隊員の集合写真が飾ってあり、新人のレベッカを除く全員の姿を見ることができる。
LDR（リーダー）
指揮官の位置にあり戦術的な作戦決定を行うチームの核。
PM（ポイントマン）
チーム内では最も危険なポジション。最前線での戦闘を任務とするため、最も優秀な隊員が就く。
BUM（バックアップマン）
前衛の援護役。PMとコンビで行動することが多い。
OM（オムニマン）
機器の操作や重火器の整備・運搬などが主な任務。後方での戦略的な行動が必要とされる。
RS（リア・セキュリティ）
ヘリの操縦や警護、後方警戒が主な任務。時には狙撃手にもなる。

## 登場人物

### S.T.A.R.S.アルファーチーム
クリス・レッドフィールド（Chris Redfield）
年齢:25 血液型:O 身長:181cm 体重:80.4Kg 出身:ニューヨーク 趣味:主にロックを聞く事 配置:PM
主人公の一人。優れた洞察力と実行力を兼ね備え、射撃の上でも隊員ナンバーワンの精度を誇る。
元空軍所属の熱血漢であり精神的にも強靭なタフガイ。喫煙家。
オープニングでは逃走中にハンドガンを紛失する迂闊な所や、そのままナイフだけで単独捜索を開始するという無鉄砲な所をみせる。
ジル編ではオープニング後行方不明であったが、後に研究所に監禁された状態で再会する。
バイオハザードパーフェクトガイドによれば、空軍は上官とのトラブルで除隊となったとの事。
ジル・バレンタイン（Jill Valentine）
年齢:23 血液型:B 身長:166cm 体重:50.4Kg 趣味:ピアノ演奏・乗馬 配置:RS
主人公の一人。勝気な性格だが、愛嬌がある特徴をもっている。フランス人の父と日系人の母を持つ混血。
米陸軍特殊部隊デルタフォース訓練課程を修了している。
爆発物処理の専門家にして、それ以外の化学知識もあり、薬品の調合などもこなす。また、器用な手先による開錠術やトラップ処理などを得意としている。
クリス編ではウェスカーと共に行方不明になり、後に研究所に監禁された状態で再会する。ピアノが上手で、作中でも「月光」を難なく弾いていた。
なお、隊員12名中唯一、なぜかは不明であるが防弾ベストを装備せず肩パッドのみを装着している。
アルバート・ウェスカー（Albert Wesker）
年齢:38 血液型:O 身長:183cm 体重:84.5Kg 趣味:フットボール・戦史研究 配置:LDR
S.T.A.R.S.総隊長兼アルファーチーム隊長。
生物工学のスペシャリストで、元陸軍の技術将校。
アンブレラ社からの派遣により就任し、高い戦闘能力と豊富な知識、鋭い洞察力を持つ。
実は事件を裏で糸引く存在で、この事件の後も色々と手を回したりウイルス開発をしていたりする。
『バイオハザード2』の登場人物ウィリアム・バーキンとはアンブレラ社の研究者時代の同期であり、一連の事件で共謀している。
また、セガサターン版の『バトルゲーム』ではゾンビとなって登場する。
バリー・バートン（Barry Burton）
年齢:38 血液型:A 身長:186cm 体重:89.3Kg 趣味:銃の収集・釣り 配置:BUM
ジル編のパートナー。
元SWAT。正義感が強すぎる反面、一度キレると歯止めが効かず、過去に懲戒処分を受けたこともあるが、普段はモイラとポリーという二人の娘がおり、家族を大切にしている。
クリスと親しく、S.T.A.R.S.にクリスをスカウトしたのも彼である。15年の履歴をもっている。
火器関係の知識が豊富で、隊内での火器の整備・補充を担当。その扱いにも優れており、本作では私物として44マグナムを所持し、ロケットランチャーをヘリに積み込むが、これが後に最良の結果となる。また、武器はハイパワーのものを好んでいるようで、制式装備のサムライエッジも他のメンバーより大きい口径のものを使用。
クリス編ではオープニング以後登場せず、そのまま行方不明になっている。
続編の『バイオハザード2』において、ジル編で登場しないレベッカ・チェンバースを含めて5人とも生還したことが語られている。
ジョセフ・フロスト（Joseph Frost）
年齢:27 血液型:B 身長:179cm 体重:72.3Kg 趣味:手品 配置:OM
整備技師。危険物取り扱いなどの資格を持ち、車軸整備を担当。
血の気が多く暴走気味な性格で、緊急時の行動には不安がある。
アルファチームで唯一どのルートを通っても死亡する隊員で、オープニングでオリジナル版ではエドワードの手首を、リメイク版では後述のケビン・ドゥーリーの死体を発見、続けざまにケルベロスに襲われ、取り乱しながら携行していたショットガンを乱射するも喉笛を噛み千切られて死亡。
ブラッド・ヴィッカーズ（Brad Vickers）
年齢:35 血液型:O 身長:174cm 体重:60.8Kg 趣味:スポーツ観戦 配置:RS
科学防護要員。通信機器関係の扱いに長けており、ヘリ操縦免許も取得。
プレッシャーに弱く長い物に巻かれる小心者で、一部の仲間には「チキンハート」と不名誉なあだ名を付けられている。
今回の作戦ではヘリの操縦を担当し、ケルベロス襲撃の際ヘリで仲間を見捨てて逃走するも良心の呵責に苛まれつつ、森の上空でガス欠直前まで連絡を待ち続けた。

### S.T.A.R.S.ブラヴォーチーム
エンリコ・マリーニ（Enrico Marini）
年齢:41 血液型:O 身長:190cm 体重:83.0Kg 趣味:ゴルフ 配置:LDR
S.T.A.R.S.副隊長兼ブラヴォーチーム隊長。サバイバル技術に長け、精神力が強い。
経験豊富なベテラン。チームメンバーからの信頼も厚く、実績などを考慮すれば本来は隊長の位置に就くべき人物であったが、出資企業の介入によりウェスカーの下に甘んずることとなった。また、バリーの良き相談相手となっていて、親しい様子。
単独行動で洋館を探索していた中、事件の真相とウェスカーの裏切りを知り、裏取りのために向かったと思われる中庭の地下道で、身動きができないほど重傷の状態になっていた（身体にハンターに襲われたと思しき傷跡がある）。その後ジル編では彼女に真相を伝えようとした直後に、クリス編では彼をウェスカーの共犯者だと誤解し銃を向けた直後に、物影に隠れていたウェスカーに急所を撃たれて死亡。S.T.A.R.S.で唯一B.O.W以外に殺されたキャラである。
ケネス・J・サリバン（Kenneth J. Sullivan）
年齢:45 血液型:O 身長:188cm 体重:96.8Kg 趣味:造園・犬の調教 配置:PM
科学の博士号を取得しているエリートで、化学兵器に対する対策・防護専門。偵察・陣地確保といった危険を伴う任務につく、チーム最年長かつ唯一の黒人。無口であるが温和な性格で凝り性でもあり、趣味の造園はプロ級の腕前を持つという。
ブラヴォーチームで最初に見つかる犠牲者で、初めて主人公が遭遇するゾンビの餌食となっており、PS版では首を完全に食い尽くされ（ジル編では条件を満たすことで、さらに両脚部分も食い尽くされる）、半分骨が見えるほど喰われた彼の頭が転がっている。ケネスを喰っているゾンビが振り向く瞬間は、本作を象徴するシーンとして知られている。
リメイク版では首を食い破られているのみで頭が転がるシーンはないほか、彼のフィルムからゾンビの餌食になる直前の映像（パニック状態となって銃で応戦するもののまったくダメージを与えられず、ゾンビの顔がアップが映された後には噛み千切られる咀嚼音とケネスの断末魔の悲鳴が響き渡る）を見ることができる。
リチャード・エイケン（Richard Aiken）
年齢:23 血液型:AB 身長:172cm 体重:62.5Kg 趣味:映画鑑賞 配置:BUM
通信担当。陽気でいつも笑顔を絶やさない好青年で、人情の機微を読むことに長けている。戦闘能力は他のメンバーより劣るらしい。
作中では同チームで年齢も近いことから、レベッカの指導役として行動した。
ヨーンに襲われるが、ルートによっては生存している状態で出会うことができ、主人公にヨーンの存在を伝えた後、通信機を託すと、噛み傷による致命傷と毒により死亡する。
過去に妹を目の前で犯罪者に撃ち殺される悲劇に見舞われ、それをきっかけに「妹の分まで誰かを守りたい」という信念を持つようになり、それが作中のジルらを庇う行動に繋がっている。
また、リメイク版ではプレイ次第で助けることができるが、どちらにしても主人公を庇ってネプチューンかヨーンの餌食になって死亡する。
オリジナル版では立派な体格の持ち主であったが、リメイク版では比較的細めの体格となり、髪も金髪になっている。また、リメイク版以降では彼を助けておくと後に遺品として彼の使っていたアサルトショットガンを入手することができる。
洋館事件の後、合同ラクーン警葬で恋人であるブリジッドが、リチャードが自身へ充てた手紙を読み上げている。
『アンブレラクロニクルズ』では、レベッカと共にブラヴォーチームの捜索にあたるなど、陽気な性格は健在で、絶望したレベッカを励ましつづけた。書室でヨーンと戦闘となり、レベッカを庇い重傷を負う。
フォレスト・スパイヤー（Forest Speyer）
年齢:29 血液型:A 身長:183cm 体重:71.1Kg 趣味:ドライブ 配置:OM
電脳犯罪・整備担当。プロ意識が強く、チーム内での信頼も厚い。射撃能力が高く、運転技能もあるが、こちらは趣味レベル。
クリスやジルとは入隊以前からの仲。射撃能力の高さはクリスと1、2を争い競い合う程であり、故にクリスとはライバルでもあり良き友人でもあった。
なお、本作に登場するグレネードランチャーはフォレストが携行していたものである。
クリーチャーとの戦いにより負傷し、必死に歩を進めて洋館のテラスまで辿り着くも、クロウに襲われて死亡する。
リメイク版では最初は死体であるが、エリアの奥に進むとゾンビ化し、襲い掛かってくる。その移動速度は、クリムゾン・ヘッドと同様レベルで非常に速い。
なお、ディレクターズカットのアレンジ版でもゾンビ化して襲い掛かってくる（能力は通常のゾンビと同様）。
リメイク版では二周目以降になると手榴弾を体にまとって現れるようになり、これをナイフで切ったり銃で撃つと大爆発を起こし、ゲームオーバーになる。
エドワード・デューイ（Edward Dewey）
年齢:26 血液型:A 身長:193cm 体重:112.1Kg 趣味:ダンス 配置:RS
身長・体重共にチーム一の巨漢であるがヘリ操縦担当で、ライフル狙撃を得意とする。
PS版では、アルファチームが到着する前に死亡しており、アルファチームの捜索中にハンドガンを握ったままの右手だけが発見される。
リメイク版では一切登場せず、ケビンがこの役目を果たしている。ただし、存在そのものが消されたわけではなく『バイオハザード0』でラクーン・フォレストを行動中にゾンビ犬の群れに襲撃されて致命傷を負い、息も絶え絶えに逃げ込んだ黄道特急でレベッカと出会うが、彼女に森は危険であることを告げて死亡したことが明かされている。
なお、説明書にはイラストや説明が載せられておらず、プロフィールは攻略本が初出である（その際もイラストは載せられていなかった）。
また、セガサターン版特典の小説の巻末の開発秘話内に没キャラクターが掲載されており、その内の1人が「DEWEY」という名前の黒人キャラクターで、クリス編、ジル編双方をクリアした際のおまけキャラクターとして登場する予定であったことが明かされている。
「バイオハザードパーフェクトガイド」では、彼の隊員名簿の顔写真だけが紛失状態という扱いになっている。
レベッカ・チェンバース（Rebecca Chambers）
年齢:18 血液型:AB 身長:161cm 体重:42.1Kg 趣味:読書・旅行 配置:RS
クリス編パートナー。マイペースな性格であるが、衛生担当にして化学知識に優れ、隊に必要だと判断された。大学も飛び級で入学し、18歳で卒業する早熟の天才。
経験不足ではあるが、毒に冒されたクリスを助けるために血清を取りに行ったり、怪植物を退治するための薬品を調合したり、起爆装置を作動させたりと活躍する。
なお、楽譜は読めるものの、ジルと違ってピアノは上手ではない。
洋館事件直前にS.T.A.R.S.に配属され、今回の任務が初出動であったため、クリスとの面識はなく、ジル編では登場しない。
オリジナル版では快活な性格であり、クリスとの初対面時や会話での受け答えの際のリアクションはオーバーなものになっている。
だが、リメイク版では『0』にて洋館事件前に別件の事件に遭遇していた設定を考慮し、落ち着いた性格に修正された。
続編の『バイオハザード2』ではクリス編では登場しないバリーと共に、5人で生還を果たしたという設定になっている。

### その他
ケビン・ドゥーリー（Kevin Dooley）
リメイク版に登場する。
R.P.D.所属で、旧作のエドワードのポジション（リメイク版『1』ではエドワードが遺体を含めて登場しない）。
エンジントラブルの際にヘリで待機中に怪物に襲われて死亡（これが後にジョセフが序盤にてパニックを起こした原因となる）。
また、『バイオハザード0』のオープニングにも登場する。

## 登場クリーチャー
本作に登場するクリーチャーは、T-ウイルスに二次感染して自然発生したものと、生物兵器「B.O.W.」として開発されたものの2種類がいる。

### 二次感染で誕生した生物
ゾンビ（Zombie）
製薬会社アンブレラが開発した「T-ウィルス」に感染し、生ける屍のような見た目の怪物と化した人間の基本形。
死体と描写されることもよくあるが、正確には死んでおらず、T-ウィルスの影響で成長ホルモンが過剰分泌され、身体が肥大化に加え代謝の著しい低下によって皮膚が所々腐り落ち、生ける屍といった様相を呈しているためこう呼ばれる。
こうした現象を引き起こすのは遺伝子変質による新陳代謝の活発化で、強靭な力や銃で撃たれても死なない生命力を得る反面、肉体から急速にエネルギーが失われ、細胞が壊死してゆく。また前頭葉（大脳の新皮質部分）が破壊されるため、思考力や知性はほとんどなく、激しいエネルギー消費から常に強い飢餓感を抱え、食欲を満たすために他の生き物を襲い肉を食らうだけの存在となる。また、食物を効率よく消化するため胃液は強酸性となっており、相手に吐きつけてダメージを負わせることもできる。
生ける屍となった後も、感染前の習慣や記憶はわずかに残っており、主に自分に関わりのある場所を徘徊する。また、ドアの開閉程度であれば可能。
オリジナル版に限り、噛みつきから振り切っても床に倒れず、2体以上いる状態で噛みつかれると、1体振り切ったあとにもう1体に噛みつかれる波状攻撃を食らうため、高い確率でゲームオーバーとなる。
フォレストゾンビ（Forest Zombie）
「S.T.A.R.S」ブラヴォーチームのフォレスト・スパイヤーがゾンビ化したもの。ディレクターズカット版とリメイク版に登場する。
クリス・ジル両方の難易度を一定以上でクリアすることが登場条件。ディレクターズカット版では通常のゾンビと能力に大差はないが、リメイク版ではクリムゾン・ヘッドと同等の素早いスピードで襲い掛かってくる。
ハイパーゾンビ（Hyper Zombie）
ディレクターズカット版に出現するゾンビで、耐久力が高い上に移動速度が非常に速い（通常の3倍）ゾンビ。
ウェスカーゾンビ（Wesker Zombie）
セガサターン版限定の『バトルゲーム』のみ登場。他のゾンビに比べて耐久力が高い。
クロウ（Crow）
T-ウイルスに感染した生物の肉を食べることで二次感染を起こしたカラス。
外見は眼が赤く変色している以外に大きな変化はないが、銃声にもひるまず、集団で襲いかかってくるなど、凶暴性が増大している。
モンスタープラント（Monster Plants）
温室にある観葉植物がウィルスに汚染された水を吸収した結果、変異したもの。
異常成長によって葉や茎が硬質化しており、プレイヤーが近付くと鞭のように叩きつけて攻撃してくるほか、首を絞めつけてくる。なお、叩きつけ攻撃はダメージは受けるが、死ぬことはない。
その草体は非常に硬く、通常の武器では倒しことはできないが、あるアイテムを使うことで「枯らす」ことができる。
ヨーン（Yawn）
実験用に飼育されていた毒蛇（「バイオハザードパーフェクトガイド」では大型有鱗目の爬虫類の一種と書かれている）が事故で逃げ出し、ウイルスに感染したことで常軌を逸した巨体に成長したもの。
名前の由来は獲物を食べる際の大口を開けた姿から、研究所職員が英語で欠伸を意味する名をつけた。
ウィルスの影響からか、全長は10mに達し、体色は顔は緑であるが顔から下は赤地に緑の模様となり、胴回りはドラム缶のように太くなって体表は鱗とぬめりを帯びた赤い粘液に覆われている。巨大化したために人間を丸呑みにすることさえ可能となっている。
牙に極めて強力な猛毒を持っており、この毒に侵されるとわずか数分で意識を失い、死に至る。しかも、ブルーハーブでは解毒できず、専用の血清を打つ必要がある。
中ボスとして登場し、一度目は撃退のみで、後にもう一度闘うことになる（一度目はキーアイテムを入手した後、倒さずに逃亡することも可能）。また、一度目は噛まれて毒に侵された場合、戦闘後にヨーンが登場する部屋前で毒に浸されるムービーとイベントが追加される。二度目は攻撃を受けても毒に侵されない。
リメイク版では外見が変わっており、胴がさらに太くなったことで、太さに対する全長の割合が小さいというアンバランスな体型になった。また、動きがやや緩慢に変更されている。DS版では別個体が存在し、寄宿舎ナイフバトルのボスとして登場する。
アダー（Adder）/ 赤アダー
森林地帯に棲むクサリヘビがウイルスに二次感染し、凶暴化したもの。
サイズは通常の蛇と変わりないが、凶暴化している上に繁殖力にも異常をきたしており、洋館中庭の樹上や水門付近に大量に潜んでいる。生物の体温を感知すると集団で現れ、牙で噛みついてくる。耐久力は低いが、倒しても無限に出現する。また、ウイルスの影響で毒性が増しており、噛まれると一定の確率で毒状態になる。
体色が赤い亜種も存在し、毒性が強くなっている。なお、この個体に噛まれると必ず毒状態になる。
リメイク版では無限出現ではなくなった。また、洋館内のある一室で特定の仕掛けを作動させると、トラップとして数匹が一斉に出現する。
ワスプ（Wasp）
ウイルスに二次感染した蜜蜂（作品によっては同じ名前で見た目も似ているがスズメバチやアシナガバチなどの大型の蜂の一種の場合もある）。後述のプラント42の花粉およびウイルスに感染した昆虫を捕食したことで感染した。
ウイルスの影響で大型化したが、個体差があり、大きくても小鳥程度。また、アダー同様に繁殖力も強いようで、巨大な巣を作り盛んに繁殖している。なお、本来の蜂の習性でもあるが、生物が巣に近づくと集団で現れ、肥大した尾針で毒を打ち込む。
リメイク版では、特定のアイテムを使うことで全滅させることが可能になった。また、洋館にも研究員がとらえた個体が1匹出現し、毒がない代わりにHPと攻撃力が高い他、前述の大型タイプの攻撃力が通常の8倍に増加され、刺されると力尽きることもあるという強化がされた。
プラント42（Plant 42）
寄宿舎の大広間に生息する巨大な怪植物。名前は英語で植物を指す「plant」と、大広間が観測ポイント42と指定されていたことに由来する。
漏洩したウイルスと、水浸しになった大水槽エリアから特殊な薬品の溶けた水を吸収することで、寄宿舎全域にツタや根を張り巡らせるほどに急成長した。
植物であるが、ある程度の知能までも獲得し、普段は球根から伸びるツルを部屋の扉に絡ませて外敵の侵入を防ぎ、接近した生物にはツルをムチのように叩きつけ、頭上から強酸性の樹液を浴びせて仕留めた後、ツルの吸盤で体液を吸い上げる。体力が一定値まで低下している状態で接近するとツルで捕えて高い位置に持ち上げた後に体を引きちぎる即死攻撃を行ってくる。
元が植物のため、弱点は火炎系の攻撃。他にも対抗する手段として、研究員が「V-JOLT」という薬品を開発しており、これを調合して根に使用することで弱体化させることが可能。
ジル編においてはシナリオ進行次第で一定のダメージを与えた後にバリーが登場し、火炎放射器で倒してくれる。クリス編ではシナリオ進行次第でツルに捕えられた直後に駆け付けたレベッカを操作して「V-JOLT」を完成させて倒す流れとなる。
リメイク版では、部屋の広大化に伴い巨大化し、壁と天井一面に根を張り巡らせている。また、その根の一部から噴出する花粉攻撃などが付加されたが、代わりに天井から垂れてくる酸攻撃がなくなった。球根から伸びる触手も、先端がトゲの付いた棍棒状とつぼみ状の2種類に変化しており、それぞれ攻撃方法が異なる。さらに、弱点となる球根の核は普段は硬質の花弁に包まれており、一定の間隔で開閉を繰り返す。

### B.O.W.
B.O.W.は「Bio Organic Weapon（有機生命体兵器）」の略で、アンブレラが作り出した生物兵器である。
ケルベロス（Cerberus）
森でアルファチームを追い立てた腐った狂犬。
アンブレラがT-ウイルスを用いて創り出したB.O.W.で、開発ナンバーはMA-39。
ギリシャ神話に登場する地獄の番犬「ケルベロス」がコードネームとなっている。
軍用犬として有名なドーベルマンにウイルスを投与して創り出されたもので、ゾンビと同様に肉体の腐敗は著しいが、筋力や生命力は強化されており、俊敏な動きで獲物に食らいつく。さらに安価に製造することも可能で、他の個体と連携して獲物を襲う。しかし、飢餓感から来る凶暴性を抑えきれず、制御面に問題を抱えている。施設内でのバイオハザードの最中に飼育場から脱走し、ラクーンフォレストの観光客を襲っていた。
リメイク版では強化されており、ハンドガンでは飛びかかってくる瞬間、ショットガンでも引き付けてから攻撃しないと転倒せず、攻撃直後のスキに反撃を受けてしまう。さらに『CV』のような飛びかかってキックする攻撃や、相手を押し倒して喉笛を噛み切るという即死攻撃も追加された。また、ストーリーを進める上でキーアイテム「犬笛」を使って、首輪のついた個体と対峙する必要がある。
ウェブスピナー（Webspinner）
クモ（タランチュラ）をベースにして開発されたB.O.W.。名前は、「クモの巣を紡ぐ者」という意味がが、その名前に反して巣を張る能力は退化している。
T-ウイルスの特徴の一つである「節足動物にもたらす著しい巨大化作用」により、人間大の大きさにまで成長した。それに伴い生命力と毒性も強まり、毒液を吐き出して直接獲物を狩る。中には腹部に大量の子グモを抱えている個体もおり、ナイフやハンドガンなどの威力の低い武器以外で倒すと腹部が弾け、ベビースパイダーが出てくる。
壁や天井を徘徊する機動力がウイルス散布用の兵器として有用と見なされていたが、元が節足動物であるがゆえに知能が発達せず制御できなかったため、失敗作と判断された。なお、こうした失敗作のB.O.W.は大部分が廃棄されたが、資料として保管されたもの、不十分な処理で生き延びた後に繁殖したもの等は残っており、それらは素体の種を変えて再度研究あるいは世界中の小規模な犯罪組織等に安価で売却されている。
ブラックタイガー（Black Tiger）
廃棄されたウェブスピナーの一体が地下へ脱走し、突然変異を起こしてさらに巨大化した個体。名前は黒く染まった体毛から研究者にこの名で呼ばれていた。
生命力も増大しており、広範囲に毒液を撒き散らし、見た目に似合わず素早い動きで突進してくる。なぜかは不明であるがウェブスピナーでは退化していた巣を張る能力が戻っており、中庭地下の一室に巣を張り巡らしている。
ベビースパイダー（Baby Spider）
ウェブスピナーの一部の個体やブラックタイガーを倒すと大量に出現する子グモ。子グモと言っても、体長は20センチ程度に及ぶ。動きは素早く、集団で現れて足に噛み付いてくるが、ダメージは非常に低い上に毒性もなく、上を歩くだけで踏み潰せる。
DS版では通常の敵として登場するようになり、全滅させても部屋に戻れば何度でも出現する。
リメイク版では数が少なくなっており、こちらを攻撃してくることがなくなった。
ネプチューン（Neptune）
ホホジロザメをベースにして開発されたB.O.W.。開発ナンバーはFI-03。名前は、ローマ神話における海の神「ネプトゥーヌス」の英語読み。
元々凶暴な生物であったため、T-ウイルスによる外観上の変化は軽度。寄宿舎地下の大水槽エリアに出現し、水中では無敵（攻撃しても一時的に追い払えるのみ）であるが、水がなければナイフ攻撃1回で倒せるほど弱体化する。また、幼体が2匹存在するが、こちらは追いかけてくるだけで攻撃はしてこない。
開発チームからは「兵器運用においては実用性はさほど高くない」とされているが、T-ウイルスを投与した母体から生まれた幼体にも変異が確認されたため、後述のキメラのコンセプトでもある「自己繁殖によるB.O.W.の生産性の向上」における貴重なサンプルとされている。
リメイク版では設定も含めて大幅な変更がなされており、軍事利用ではなく、海洋生物へのウイルスの適合性の検証のために開発されたものとなっている。成体は全長8m近い巨躯に変貌し、食らいつかれると即死してしまう。幼体もPS版の成体のようなサイズとなり、積極的に攻撃してくるようになった。それに伴い、対峙する部屋の構造や仕掛けも変わっている。
ハンター（Hunter）
武装した、また散布されたウイルスに感染発症しなかった人間を殲滅する戦闘用として開発されたB.O.W.。開発ナンバーはMA-121。名前の由来は、狩人を意味する英語「hunter」。
人間をベースに、T-ウイルスを媒介にして主に爬虫類の遺伝子を組み込んだことで骨格が変形し、ゴリラのような大型類人猿を思わせる体躯となった。体表を覆う鱗は防弾ジャケット並みの強度を持ち、両手の鉤爪は人間の首をたやすく切断できるほど鋭利。身体能力も非常に高く、他の個体と連携して獲物を追い詰めて襲う。さらに、簡単な命令ならば遂行可能な知能をも有し、アンブレラが開発した生物兵器では最初の成功モデルとして、後に様々な改良型が開発されることになる。
リメイク版では体表が赤色の個体が登場し、即死攻撃「首狩り」を使用する条件が異なる（赤い方がプレイヤーの体力に余裕があるうちから「首狩り」を使ってくる）。
ティックス（Ticks）
セガサターン版にのみ登場する。ダニの遺伝子を組み込んで開発されたハンターの亜種。名前はダニを意味する英語「tick」の複数形。
容姿は茶色の体色でハンターよりもさらに人間味が薄く虫感が強いが、動きや攻撃手段はハンターと同じ。
キメラ（Chimera）
人と虫が融合したような醜悪な容姿のB.O.W.。名前は、生物学において複数の異なる遺伝子をもつ生物体を意味する「Chimera」が由来。
初期設定ではT-ウイルスを用いて人間の受精卵にハエの遺伝子を組み込み、それを女性の子宮に着床させて出産させるという、常軌を逸した非人道的な実験によって生み出されたとされる。
昆虫の繁殖力をB.O.W.の効率良い生産に利用するため開発されたもので、ハエと同等のスピードで成長し成体になる。しかし、知能は昆虫以上には発達しなかったため、失敗作と判断された。ただ、失敗作とはいえ身体能力はハンター以上で天井に取り付いて自在に移動でき、背中に飛びついてきたり鎌状の大きな爪で引き裂いて攻撃する。
リメイク版では体形がより痩身になり、四つん這いで地面や壁を這い回ったり、戦闘中に通気口へ逃げ込んでは再び現れるなど、よりハエのような昆虫じみた気味が悪い動きとなった。また、天井から鉤爪で相手を吊り上げて首を引き裂くという即死攻撃が追加され、ある意味の強敵にもなっている。
タイラント（Tyrant）
知能を持ち、様々な命令を遵守・遂行する「究極の生命体」を目指して開発されたB.O.W.。開発ナンバーはT-002。
B.O.W.研究開発の集大成として、T-ウイルスの正式名称である「Tyrant（暴君）」の名が与えられた。
成人男性の身体をベースにT-ウイルス投与の他、様々な遺伝子改造が施されており、身長3m近い巨躯と武器となる左手の長大な爪を持つ。また、右胸に露出した心臓は素体の人間のものではなく、新たに取り付けけられたもので、2つの循環器系によって人間をはるかに超える身体能力を獲得している。知能も設計上は目標のレベルに達しており、このタイラントの完成をもって洋館でのT-ウイルス計画は終了した。
リメイク版でも基本は同じであるが、体色がSS版では通常の灰色の物以外に黄色っぽい物がおり、GC版以後は体色がやや明るくなり白に近くなっている。
ゴールデンタイラント（Golden Tyrant）
セガサターン版の『バトルゲーム』にのみ登場する。
スーパータイラント（S-Tyrant）
本作の最終ボス。生命の危機に瀕したことで身体能力を抑えるリミッターが解除された状態のタイラント。
外見は体表に赤みが差したのみであるが、身体能力が飛躍的に向上している。反面、一切の制御を失った暴走状態ではあるが、グレネードガンやマグナムの攻撃さえものともせず突進し、左手の爪で敵をなぎ払う。物語終盤で自爆装置の3分間のタイムリミットの中で闘い、倒すにはヘリから投下されるロケットランチャーを使用する必要がある。
リメイク版でも戦闘に至るまでの展開は同じであるが、戦闘には他の仲間（クリス編：レベッカ ジル編：バリー）が参加し、彼らがタイラントに殺されるとベストエンディングが見られなくなる。また、2周目以降ではロケットランチャーを撃っても一度だけではあるが弾を弾き飛ばすという荒技を見せる。

## ゲームの舞台
アメリカ中西部の工業都市「ラクーンシティ」郊外のアークレイ山地に佇む洋館が今作の舞台となる。
洋館
ケルベロスに襲われた主人公たちが逃げ込んだ、地上2階・地下1階建ての豪邸。
床には大理石の寄木細工や象眼細工が施されており、豪華な調度品や美しい美術品、高価な宝飾品、貴重な歴史的遺物、精巧な剥製などが数多く展示されている。
非常に広大かつ入り組んだ建物で、至る所にからくりや罠が仕掛けられている。
剣・鎧・盾・兜のマークが刻まれている扉は施錠されており、これらの扉を対応するマークの鍵で解錠しながら探索を進める。
ただ、4つの鍵のうち1つは館以外の施設に隠されているため、序盤の探索では一部の部屋に入ることができない。
最後の鍵を入手して館に戻ると、全ての部屋を探索できるようになるが、2度目の探索ではゾンビに代わり、より強力なクリーチャーが館内に再配置される。
リメイク版では大幅にマップが追加され、地上階が3階建てになったほか、シャンデリアが吊られ、2階は大食堂側にもテラスがある。また、ホール1階から地下祭壇に下りる通路があり、その先に研究所がある。
後にこの館は、アンブレラ社総帥オズウェル・E・スペンサーの別邸として、建築家ジョージ・トレヴァーによって設計・建築されたものと明らかになった。
中庭
洋館から寄宿舎までを繋ぐ通路。
途中には美しい装飾のガーデンテーブルやガーデンチェア、ガゼボが設置されている。ケルベロスが多数徘徊している。
リメイク版では、リサ・トレヴァーの小屋へ通じる道が追加されている。
寄宿舎
研究員たちの宿舎。ログハウスのような造り。
中にはバーや遊戯場も存在し、屋内の床や壁はジャガード織絨毯で装飾されている。一室にプラント42が自生しており、建物全体に根を張り巡らせている。また、地下に巨大な水槽があり、そこでネプチューンが飼育されている。
リメイク版では地下水槽の構造が大幅に変更され、2階構成になっている。
中庭地下
中庭の地下に広がる洞窟で、館から研究所へ行くための通路。
水門の構造上、入るには中庭のもう1つのエレベーターを起動する必要があるが、即死トラップの大岩が転がるなど、油断はできない。
リメイク版では名称が「地下採掘場」に変更されており、研究所に通じる通路を開くキーアイテムの入手場所となっている。また、新たなマップとして、リサ・トレヴァーの小屋に通じる地下2階が追加された。
研究所
アンブレラ社の秘密研究所で、T-ウイルスやB.O.Wの研究・開発が行われていた施設。
セキュリティシステムなど、より高度な謎解きがプレイヤーに降りかかる。プレイヤーとして選択しなかった法の主人公がどこかに監禁されており、ある方法で救助する（救助しなくてもクリアできるが、その際はベストエンディングは見られなくなる）。
入口のエレベーターは、外部の人間にはわからないよう噴水に偽装されており、オオカミとオオワシの2つのメダルで開く。
この噴水は、オリジナル版では中庭地下の先にあるが、リメイク版では館のホール1階から下りた地下祭壇の先にある。

## その他のPS版

### バイオハザード ディレクターズカット
『バイオハザード2』の開発が最初からやり直しになったため、1997年に新たな要素を加えてPlayStationで開発された。DISC2には『バイオハザード2』の体験版が収録されている。セガサターン版の初回限定特典には「バイオハザード」の発生前から「バイオハザード2」が始まるまでのストーリーとなる長編オリジナル小説が付属する。2018年にはPlayStation Classicに収録された。
オリジナルモード
プレイの際には、オリジナル版をほぼ完全収録した「オリジナルモード」。オープニングとエンディングの楽曲はUSA版のものを使っている。ロケットランチャーでクリアした際に見られる残虐なエンディングが無くなった。また、入手アイテムを調べたときのメッセージの一部など、謎が解きやすいように変えられている。
ビギナーモード
内容はオリジナルモードと同一であるが主人公の体力が上がり、弾薬やインクリボンの数が2倍になった。武器の攻撃力が上げられている一方、敵の耐久力は下げられている。また、武器への装弾数が増やされている。
イージーアレンジモード
オリジナル版からカメラワークやアイテム配置などを変更して難易度を上げた「アレンジモード」。それと同様の内容で弾薬やインクリボンの数が2倍に増やされており、アレンジモードにカーソルを合わせた状態で右キーを3秒以上押せば、文字が緑色になって選択可能となる。
アレンジモード
変更点については以下の通り。
コスチュームの変化
クリス・ジル・レベッカの初期コスチュームがアレンジ版、オリジナルのものになっている。「バイオハザード」の服装より軽装になっているが、ジルの服の背にはS.T.A.R.S.のマークが付いている。
敵配置・アイテム配置の変更
敵の数が大幅に増やされており、オリジナル版で敵が登場しなかった部屋に敵が登場する。また、アイテムの位置も変更されており、行く必要のある部屋が増えている一方、オリジナル版で行く必要のあった部屋に行かなくても良くなっている。
カメラワークの変更
多くのステージにおいて、距離のある視点となり、カメラの位置が異なっている。
フォレストゾンビの出現
フォレストの死体の近くに落ちているアイテム（クリス編：ベレッタのマガジン、ジル編：グレネードランチャー）を取ろうとすると襲いかかってくる。
足の速いゾンビの出現
並のゾンビより高速に歩くゾンビが登場する。また、館の地下厨房に登場するこのタイプのゾンビは強く、ショットガンで頭を吹き飛ばせないうえ、コルトパイソンでも3発を必要とするが、これはディレクターの三上真司が強くするように頼んだとのこと。
ハンドガンの性能向上
オリジナル版では「ベレッタM92FSオートマチック」であるが、アレンジモードではカスタムされた「ベレッタM92FSオートマチック ワン・オブ・サウザンド」となった。外観が異なるほか、時々クリティカルが出るようになっており、その際にゾンビは一撃で死亡する。
ベストエンディングで入手できるアイテムが変更
オリジナル版では「クローゼットの鍵」が入手できたが、アレンジモードでは「無限コルトパイソン」が入手できるため、アレンジモードでは「鎧の鍵」だけでクローゼットに入れる。
洋館の内装
部屋の構造やドアの位置が変更されている。
エンディングの変更
オリジナル版では無限ロケットランチャーを持ったデータで仲間を1人以上助けてクリアすればエンディングに残虐シーンの数々が流れたが、ディレクターズカット版ではモードにかかわらず流れなくなった。また、オリジナル版のオープニングとエンディングで演奏された渕上史貴のボーカル曲「氷のまなざし」と「夢で終らせない…」がディレクターズカット版では流れず、海外版やセガサターン版と同様のBGMが流れるようになった。
キャラクター選択の難易度表示がない
これは両方とも難しいからだとのこと。
メッセージの一部変更

### バイオハザード ディレクターズカット デュアルショックver.
1998年に発売された。デュアルショックに対応している。BGMをフルオーケストラに一新。BGMは新垣隆が担当。エンディングの映像は削除されている。
DISC2に、『バイオハザード』の日本語吹き替え版オープニングとエンディング、開発途中でNGとなったムービーシーン。『バイオハザード1.5』（お蔵入りになった開発途中の『バイオハザード2』）の動画および、『バイオハザード』、『バイオハザード ディレクターズカット』、『バイオハザード2』、『バイオハザード2 デュアルショックver.』の、コスチューム、最初から強力な武器を持ったセーブデータなどを収録した「コンプリートディスク」が付属している。
『ディレクターズカット』用のセーブデータは『デュアルショックver.』での動作は保障されていないが、使うことはできる。取扱説明書には、「コンプリートディスクに収録されているセーブデータは「バイオハザードディレクターズカットデュアルショックバージョン」用のものではありません。」と記載されている。

### バイオハザード ディレクターズカット 復刻版（PlayStation 4版/PlayStation 5版）
本作は2022年6月14日からPlayStation Plusプレミアムのクラシックスカタログ内にて復刻での配信が開始されたが、レーティングの再審査が必要になったため、配信が一時停止となった。2025年1月21日には配信が再開され、同時に単品での通常購入も可能となった。
本作ではディレクターズカット版をベースにアップレンダリング処理が施され、高精細なグラフィックでのプレイが可能となったほか、巻き戻し機能、クイックセーブ、カスタムビデオフィルターなどの新機能が追加されている。

## 他機種版

### セガサターン版
- クリア後にバトルゲームモード追加。
- 追加クリーチャー
  - ティックス
  - クリス編ではタイラントが2体登場する（スーパータイラントは1体のみ）
  - ウェスカーゾンビ（バトルゲームのみ）
  - ゴールデンタイラント（バトルゲームのみ）

### Windows版(1997年)
- ジル編のみセーブが無制限。
- OPムービーがカラーに。
- EDムービーでは「夢で終わらせない…」から差し代わって「Still dawn」が流れる。
- ロード時間が短縮されエリアを移動する際のロード演出がスキップ可能に。
- 追加武器。共に4時間以内クリアで解禁
  - ミニミ（弾数無制限、クリス編のみ）
  - イングラム（弾数無制限、ジル編のみ）

なお、Windows Vista/7以降では動作保障されていない（インストールはできても起動すると正常に動作しない）。

### GOG.com版
GOG.comによるWindows 10/11向け移植版。オリジナル版を完全再現しており、それに存在していた不具合が改善されているほか、さまざまなオプションが追加されている。また、日本語でのテキスト表示や主要なコンシューマーゲームコントローラーに対応している。

### biohazard （リメイク版）
2002年にグラフィックなどを大幅にリメイクしたニンテンドー ゲームキューブ (GC) 版が発売され、カプコンの同ハード初のゲームソフトとなった。2008年12月25日にはWii移植版が発売された。
タイトルは『biohazard』と小文字表記になり、以降『バイオハザード4』までナンバリングタイトルは小文字表記が続く。ハードの性能向上によってグラフィックが格段に向上したほか、新たな敵や探索すべき場所の増加、数々の変更点などもあり別物といえる作品となった。
『バイオハザード0』と同様に、GC版では8cm光ディスク2枚組の供給であったが、Wii版では12cm光ディスク1枚に納められている。
GC版ではCEROの年齢区分マークが表示されていなかったが、Wii版でCERO：D（17才以上対象）に認定されている。
主な違いは以下の通り（これ以外にも様々な変更点がある）。
グラフィックが異なる
PS版は全体的に明るかったがリメイク版では光源処理が施されて暗くなっている。「動画背景」と呼ばれる演出手法はハードホルダーである任天堂の技術協力によって実現した。
キャラクターのコスチューム・容姿が異なる
レベッカのバンダナが無くなった、リチャードの髪の色と体格が変わった、バリーの髭が薄くなったなどが挙げられる。
マップが異なる
洋館の地上階が3階建てになったこと、中庭やその地下のマップが追加されたこと、寄宿舎内部の水槽が2階建てになったことが挙げられる。
謎解きや罠についての変更
4つのクレストを使用する場所が変わったり、虎の像にはめ込む宝石の色などが変更されている。
ストーリーの変更
大筋はPS版に沿っているが、キャラクターが死亡する場所やストーリーが分岐する点などが変更されている。
新しい敵の登場
ゾンビを倒すと、頭部を破壊したり焼却しないとクリムゾン・ヘッドとして復活してくるほか、不死身の敵リサ・トレヴァーが新たに登場する。
ディフェンスアイテムの登場
ゾンビの噛み付きや即死系のつかみ攻撃を受けた時、専用のアイテムを使用して反撃できるようになっている。使用できるアイテムは ダガーナイフ・閃光手榴弾・スタンガンの3種類。
新たな武器の登場
アサルトショットガンや護身用拳銃、バリーの44マグナム、3連射の無限ハンドガン（サムライ・エッジ バリーVer.）などが登場する。
隠しコスチュームが一新
クリス、ジル共に2種類の隠しコスチュームが用意されており、そのうち1つは過去作のものになっている（ジルは『バイオハザード3 LAST ESCAPE』、クリスは『バイオハザード CODE:Veronica』でのコスチューム）。また、クリスが隠しコスチュームになるとレベッカもカウガールコスチュームになる。
ムービーのCG化
PS版では実写であったオープニングムービーが、リメイク版では佐藤嗣麻子によるフルCGのムービーになっている。
プレイヤーが死んだ際に表示される文字の変更
プレイヤーキャラクターが死亡した際には「YOU DIED.」と表示されたが、リメイク版では「You Are Dead.」になっており、以後のシリーズでもこの文字に統一されている（一部を除く）。

#### 隠し難易度
クリア後の特典としてさらに高難易度のプレイが追加される。
爆弾ゾンビ
クリス、ジル共にNORMALでクリアした後、2周目のプレイでは体中に爆弾を巻きつけたフォレストのゾンビが洋館内に出現する。プレイヤーが違う部屋に移動しても、そこが設定された活動範囲内であれば追跡してくるうえ、移動速度はクリムゾン・ヘッド並みに速い。プレイヤーのあらゆる攻撃（ディフェンスアイテムを除く）で爆発するうえ、どんなに間合いを離して攻撃してもゲームオーバーになる。なお、クリムゾン・ヘッドなど敵の攻撃（同士討ち）では体勢を崩すものの爆発しない。
リアルサバイバルモード
通常のモードとの違いとして、自動照準が働かない、難易度は強制的にHARD、アイテムBOX同士が繋がっていない、無限武器を使用できないといった点が挙げられる。また、東の階段廊下 (1F) と裏口への廊下を結ぶドアを何度でも通行できる（通常プレイ時は特定方向から何度か通行するとドアノブが壊れてしまい、ある程度ゲームを進めるまで通行不可になる）、爆弾ゾンビが出現しない、マップ画面で各所のアイテムBOX内を確認可能、といった違いもある。
インビジブルモード
名前の通り、敵の姿が見えない。そのため、敵の配置や行動パターンの事前把握は必須で、ある程度の勘による攻撃や回避を求められる場合もある。ただし、敵の攻撃を受けた際にはわずかに姿が見えるようになるほか、鏡や水溜りなどには敵の姿が映る。また、ダガーナイフは敵に突き刺すと消えずに視認できる（ディフェンスアイテムが宙に浮いているかのように見える）ため、敵の位置を把握しやすくなる。
リアルサバイバルモードと同様に自動照準は働かず、無限武器も使用できない。しかし、難易度の選択やアイテムBOX同士の繋がりはある、東の階段廊下 (1F) のドアは通常プレイ時と同じといった違いがある。クリアすると、ディレクターのメッセージと没ネタ画を開覧できる。

#### 登場武器

##### 通常武器
ナイフ
PS版と違ってモデルがクリスとジルで異なり、クリスの方が刃渡りが長く威力が高い。ジルの方は構えが変化し、水平攻撃が縦振りになっている。ゾンビの頭に攻撃すると2倍のダメージが与えられるが、背後や段差から攻撃しないと即反撃される。
ハンドガン
ベレッタM92FS。「サムライエッジ」という名称であり、ジル好みの改造がなされている。隙が小さく反動が少ないため、一撃離脱に向いている。威力はPS版より低く、『ディレクターズカット』とはクリティカルヒットの発生条件が異なる。タイミングよくボタンを連打すれば後述のサムライエッジ バリーバージョンのように連射することはできる。
クリス用のものは洋館につく前に紛失した設定（OPでケルベロスから逃げる場面では構えている描写があるが洋館についた時点ではもうない）で、彼は序盤別人のものを拾うまで使用できない。
ショットガン
ウィンチェスターM1897。PS版のレミントンM870から変更。装弾数が1発減った上に反動が増し、ゾンビに対する頭部破壊の確率が下がるなど、大きく弱体化している。
アサルトショットガン
ベネリM3。リチャードが使っていた武器。通常のショットガンより威力が若干高く、装弾数も多い。分岐によっては入手できない。
グレネードランチャー
ジル専用。フォレストが使っていた武器。榴弾、硫酸弾、焼夷弾の3種の弾薬を使い分けることが可能。PS版と異なり、武器内に弾薬が残っていても他の弾薬に交換できるようになっている。また、装弾数の制限がなくなった。弾丸は放物線を描いて飛んでいき、その1発あたりの威力はショットガンを上回る。
榴弾
着弾すると爆発する。マップ上で入手できる数が最も多い。キメラを一発で倒すことができる。
焼夷弾
着弾すると敵を火炎で燃やす。死体の焼却効果があり、ゾンビのクリムゾン・ヘッド化を防ぐことができる（死体に撃ち込んでも焼却可能）。植物のプラント42や昆虫のウェブスピナーなどにも有効。
硫酸弾
着弾すると敵に濃硫酸を浴びせる。皮膚が露出しているハンターやヨーンなどに有効。
火炎放射器
クリス専用。アンブレラ社製。ただ、地下採掘場でしか使用できない上に射程が短く、さらに連続放射すると数秒で燃料切れするため、武器としての使い勝手は悪い。
マグナムリボルバー
357マグナム弾を使用する大型拳銃。入手できる弾薬は少ないが、敵のHPの上昇に比例して威力は若干上がっている。ゾンビの頭部を破壊できるが、発生確率はオリジナル版より低下している。
護身用拳銃
レミントンデリンジャー。施設の関係者が絶望して自殺に使ったもの。マグナムリボルバー並みの威力を持つが、入手しても1発しか使えない使い捨て武器。（22口径銃弾を使うので通常のマグナム弾では口径が合わない）
バリーの44マグナム
バリー御用達の武器。ジル編のみ入手可。タイラントを一撃で倒せるほど威力が高いが、口径が異なるためマップで拾うマグナムの弾は使用できず、6発撃ち尽くした後は使用できない。また、入手する経緯でバリーが死亡するため、この武器を入手するとベストエンディングを達成することができなくなる。
ロケットランチャー
US M202A1。スーパータイラントとの最終決戦の時にブラッドがヘリコプターから投下する。構える際には大きな隙が生じる。装弾数は4発。

##### 隠し武器
ハンドガン（サムライエッジ バリーVer.）
バリー仕様のサムライエッジ。弾数無制限。3点バースト機構を備えている。.40S&W弾を使用するため、ジル仕様に比べて威力は高く敵を貫通する。
本編をノーマル以上の難易度で5時間以内でクリアすることで入手できる。
∞ロケットランチャー（むげんロケットランチャー）
個人携帯用ロケットランチャー。弾数無制限。今作はPS版と異なり、スーパータイラント戦のものとはモデルが異なる。35mmロケット弾を使用しライフルのような形状をしている。反動が小さく連射や上下への撃ち分けができるうえ、威力も最高クラスで構える際の隙もやや小さめと非常に優秀な武器である。ただし、PS版のロケットランチャーと異なりゾンビに対する頭部、腕部、脚部の破壊効果はなく、着弾時に発生する爆炎に焼却効果はない。
本編をノーマル以上の難易度で3時間以内でクリアすることで入手できる。

##### ディフェンスアイテム
ゾンビの噛み付きや即死系のつかみ攻撃を受けた時に使用できるアイテム。基本的に自動使用であるが、オプションで任意発動に変更できる。他のアイテムとは別枠で携行できる。
ダガーナイフ
クリスとジル双方で使用できるディフェンスアイテム。使用するとナイフを敵に刺し、敵の体力の半分ほどのダメージを与える。また、ゾンビのみ、刺した状態で頭部を破壊するとナイフが地面に落ちるため、それを拾って使い回せる。
閃光手榴弾
クリス専用のディフェンスアイテム。クリーチャーに仕掛けて脱出した後、数秒後に爆発し即死させる（銃弾を撃ち込むことで即座に爆発させることも可能）。その性質上、ゾンビに対する頭部破壊効果がある。また、爆風にも攻撃判定があるため、他の敵を巻き込むことも可能(ただし、プレイヤーも近くにいるとダメージを受ける)。本来の用途である目眩まし効果などは無い。この武器を敵に仕掛けた状態で扉や梯子で移動すると、敵が死んだということで消えるが、ダガーナイフも刺さった状態だとそれも消えてしまう。
スタンガン
ジル専用のディフェンスアイテム。高圧電流で敵の体力の9割近くの大ダメージを与える。使用するにはバッテリーパックが必要（スタンガン自体は最初から所持）で、1回の使用につき1個のバッテリーパックを消費する。使用時には敵の身体から火花が散るが、ゾンビに対する焼却効果などは無い。

#### 追加クリーチャー
クリムゾン・ヘッド
一度死亡したゾンビがt-ウイルス変異株の「V-ACT」現象により、さらに危険な怪物と化したもの。体全体が赤黒くなり、両手の爪が長く鋭く伸びている。また、移動速度が格段に速くなっており、プレイヤーのダッシュと同等以上のスピードで襲い掛かってくる。
体力やかみつきの攻撃力は通常のゾンビと同じであるが、新たに鋭い爪で切り裂く攻撃をしてくる。その代わりに、胃酸攻撃やはいずり状態のかみつきは行わなくなった。
なお、すべてのゾンビがクリムゾン・ヘッドになるわけではなく、部位破壊されたり高熱にさらされたゾンビは復活できずに消滅する他、墓場のゾンビと研究所の裸のゾンビ、フォレストのゾンビはいかなる倒し方をしてもクリムゾン・ヘッドにならない。
クリムゾン・ヘッド・プロト1
最初に「V-ACT」現象が発生したプロトタイプのクリムゾン・ヘッド。攻撃パターンや攻撃力は通常のゾンビやクリムゾン・ヘッドと同じであるが、HPが高い上、閃光手榴弾の頭部破壊以外の部位破壊が起きないなど頑丈になっている。
ただしHPは基準のゾンビたちのものの幅が激しいため「一番低いランクのHP+上乗せ」という構成だとHPの高いゾンビより低くなっている場合もある。
極めて凶暴であったが、プロトタイプとして保存するため、洋館裏の地下に棺桶に入れて封印されていた。

リサ・トレヴァー
頭に人間の顔の皮を繋いだデスマスクを被り、手足に枷を付けられたまま洋館内外を彷徨い歩く成人女性。正体は、洋館の設計者ジョージ・トレヴァーの一人娘のリサ。施設の完成後に両親共々捕らえられ、長年のウィルス投与実験の果てに無残な姿で不死身の存在と化した。攻撃で傷ついて怯むことはあってもごく短時間で回復するため、本作中では絶対に倒せない。

#### バイオハザード HDリマスター
ニンテンドー ゲームキューブ、Wiiで発売されたリメイク版をもとに、グラフィックやサウンドを高品質化したバージョン。PS3ではディスク版とダウンロード配信版、Xbox 360からはダウンロード配信版が2014年11月27日に発売。2015年1月20日にはPS4、Xbox One、PCによるダウンロード配信版が、2016年1月21日にはPS4とXbox Oneでバイオハザード0 HDリマスターとセットになった「オリジンズコレクション」がリリースされた。
PS4版はPSNでのダウンロード配信の他に、店舗でのパッケージ版も発売されているが、これには2015年6月30日までが有効期限のPlayStation Store用のプロダクトコードが封入されており、ネットに接続してダウンロードする形式（ゲームディスクではない）。サウンドトラックCDも同梱されている。
オリジナルのリメイク版からの追加要素として、16:9のサイズによる画面でプレイできる（4:3サイズ画面でもプレイ可能）こと、アナログスティックを倒した方向へ直観的に移動できるアレンジ操作の追加、日本語吹き替え音声が新たに追加。このほか、過去のバイオハザードシリーズの特典として制作された『ウェスカーズリポートI&II』をリマスター収録している。画面解像度はPS3版とXbox 360版は720p、PS4版とXbox One版が1080pとなっている。
海外版では日本語音声を選択できず、『ウェスカーズリポートI&II』は収録されていない。
2014年10月1日に公式サイトにて行われた「ラクーン感染キャンペーン」が100%に達成したため、クリスとジルの「BSAA」コスチュームの追加が決定。このコスチュームは最初から選べる。
日本語吹き替えのキャスト
- クリス・レッドフィールド - 東地宏樹
- ジル・バレンタイン - 湯屋敦子
- アルバート・ウェスカー - 中田譲治
- レベッカ・チェンバース - 小清水亜美
- バリー・バートン - 屋良有作
- リチャード・エイケン - うえだゆうじ
- ブラッド・ヴィッカーズ - 高木渉
- エンリコ・マリーニ - 相沢まさき
- ケネス・J・サリバン - 楠大典
- ジョセフ・フロスト - 小松史法

### バイオハザード Deadly Silence
2006年1月19日にニンテンドーDS版『バイオハザード Deadly Silence』（バイオハザード デッドリーサイレンス）が発売された。
プロデューサー、ディレクターは中井実が担当。PS版の操作性を向上させたCLASSIC MODE（クラシックモード）と敵の出現バランスを変更し、DSの性能を活かしたREBIRTH MODE（リバースモード）の2つが収録されている。
実写ムービーも復刻されたが、国内版ではなく海外版のものに差し替えられている。オープニングでの変更点は以下の通り。
- 冒頭でクリスが事件の解説をしている時に写される映像が死体から新聞の記事に変更されている。
- ジョセフが拾ったエドワードの手首が、完全に千切れているか分からない（断面が見えない）。
- ジョセフがケルベロスに襲われるシーンで、ジョセフが一方的に殺される。
- ジョセフが襲われるシーンが訂正されている（悲鳴とケルベロスの顔だけ）。
- ジョセフの死体が写らない。
- ケルベロスにS.T.A.R.S.隊員が攻撃するシーンで、被弾したケルベロスが写らない。
- クリスの紹介で煙草に火をつけるシーンから、オープニングの映像をまじえたものに変更されている。

REBIRTH MODEの変更点は以下の通り。
ナイフバトルの追加
一定のドアを通ると、ナイフバトルが発生するところがある。その際、タッチパネルが主観視点の画面になり、タッチペンでナイフを動かし、敵を攻撃できる。敵の攻撃を受ける瞬間に斬りつければクリティカルヒットになり、一撃で倒すことができる（ボスの場合は攻撃をキャンセルさせ大きく怯ませることができる）。また、ゾンビが胃液を吐き出してきたときは、マイクに息を吹くことではね返すことができる。ナイフバトルは攻撃以外は所持している回復アイテムを使用できるのみで移動や逃げることはできない。全滅させると弾丸やハーブなどのアイテムが手に入る。
敵やアイテムの配置の変更
敵キャラクターやアイテムの配置が変更されており、オリジナル版にはなかった場所に敵やアイテムが配置されているほか、入手できるファイルの数も増えている。そのほか、オリジナル版では敵は一部屋に1種類しか登場しなかったが、今作では部屋によっては2種類登場する。
隠しコスチュームの増加
従来の隠しコスチュームに加え、クリス・ジルに1着ずつ、新しいコスチュームが用意されている。またレベッカのコスチュームも追加された。
CLASSIC MODE、REBIRTH MODE共通の変更点は以下の通り。
難易度表示の変更
ジル編の難易度表示がeasyからnormalに変更されている。
ロード時間の短縮
媒体がディスクではないため、データロードが早くなっている。これによりドアを開けるシーンや一部のムービーがスキップできるようになった。
一部の武器の名前が変更
ベレッタ、コルトパイソンの名称が「ハンドガン」「マグナムリボルバー」に変更された。なお、ハンドガンでゾンビに攻撃すると低確率で頭部破壊を起こすクリティカルが発生するように設定されている。
操作性の向上
- ナイフは標準装備になり、Lボタンを押せばいつでも使えるようになった。
- 武器を構えている時にBボタンを押すとすぐにリロードされるようになった。また、グレネードガンはPS版ではメニュー画面からでないとリロードできなかったが、今作では他の武器と同様にリロードできるようになった。
- クイックターンができるようになった。
- DSの上画面にマップ、体力、装備武器が常に表示される。

血の色の選択
血の色を赤と緑から選択できるようになった。
追加モードは以下の通り。
通信プレイ
人数分のソフト、本体を用意すると最大4人までの協力、対戦モードをプレイすることができる。使用可能キャラクターはクリスとジル。条件を達成することで他のキャラクターも使えるようになる。
MASTER OF KNIFING
REBIRTH MODEクリア後に出現するミニゲーム。ナイフバトルで全5ステージを進んでいく。使用可能キャラクターはクリスとジル。クリスでプレイした場合はジルよりも敵が多く出現するほか、受けるダメージも上昇しており、難易度が高くなっている。ゲームオーバー、ゲームクリア後にはハイスコアが5位まで記録される。

## 主なスタッフ

### PlayStation版
- システムプラン/カメラワークス：神谷英樹、加藤弘喜、門井一憲、小田晃嗣
- シナリオ：岩尾賢一
- イベントデザイナー：青山和弘、山田政明
- システム：安保康弘
- プレイヤー/エネミー：唐津麻勝俊、小林裕幸、萩山勇二
- バックグラウンドモデル：西川悟、白石哲也、松浪保之、鍋谷圭一
- キャラクターモデル/モーション：竹内潤、林里美
- キャラクターテクスチャー：石原雄二、下釜陵志、片桐秀朗
- 1996年発売のPlayStation版 初代「バイオハザード」の楽曲は一部を除き大阪在住の作曲家 廣樹輝一が作曲
- サウンド・コンポジション/アレンジメント：友澤眞、海田明里、上田雅美
- サウンド・デザイン：山田一法、内海秀明
- ナレーター：ウォード・セクストン
- ゼネラルプロデューサー：藤原得郎
- プロデューサー：赤堀雅行
- ディレクター：三上真司

### ニンテンドーゲームキューブ版
- プランナー：抱耕司、梶誠介、西河繁範
- モーションキャプチャー&ムービーコーディネーション：國生玲
- リードエンジニア：本塚秀成
- ステージCG・アートディレクター：片貝直紀
- ステージCG・アートイメージデザイナー：菅裕介
- ステージCG・リードデザイナー：川田将央
- キャラクター&クリーチャー・リードデザイナー：上田健一
- エネミーディレクション：山中雅貴
- VFXリードエンジニア：橋本祐介
- リードコンポーザー/アレンジャー：内山修作
- コンポーザー/アレンジャー：友澤眞、千本木操
- リードサウンドデザイナー：森敦史
- サウンドデザイナー：内海秀明、加藤祥人
- 3DCGI&リアルタイムイベントモーション・ディレクター：佐藤嗣麻子
- ガンアクションアドバイザー：今関謙一
- モーションキャプチャーアクションディレクター：松井哲哉
- プロデューサー：小林裕幸
- ディレクター：三上真司

## 反響

### 初代
売上本数はPlayStation版が日本国内で119万本（初動本数:14万本）。発売前および直後はそれほど注目されていなかったが、口コミにより徐々に売り上げを伸ばし、最終的にはミリオンセラーになるという、ゲームソフトとしては珍しい売れ方をした作品である。当初は販売店もさほど注目していなかったため入荷数をかなり抑えていたらしく、売り切れ店が続出した。
初代の収録の際には「担当者から300行分のセリフが記述されたエクセルシートを手渡され、声優たちがそれを3回ずつ収録し、日本側のエンジニアが最適だと判断したテイクがゲームに採用された」という手法がとられ、声優たちは台詞のシチュエーションを理解できないまま収録に臨んだため、声優の演技に難があるという評価につながった。その一方、初代の音声に愛着を持つ者もおり、『バイオハザードHDリマスター』の音声を初代のものに差し替える非公式のMODが公開されたほか、カプコンに初代の音声をDLCとして配信してほしいという意見をKotakuなどに書き込む者もいた。

## テーマソング
- オープニングテーマ曲「氷のまなざし」（歌：渕上史貴）
- エンディングテーマ曲「夢で終らせない…」（歌：渕上史貴）
  - 作詞：渕上史貴/作曲：安川宙志/編曲：廣樹輝一

いずれも初代PS版のみ使用。